# Enrique Laygo
Enrique Laygo y Kalaw (Lipá, Batangas, Filipinas, 16 de junio de 1897-Manila, Filipinas, 28 de junio de 1932) fue un periodista, ensayista y escritor filipino. Es considerado como el cuentista más importante de la época dorada de la literatura hispanofilipina y fue ganador del premio Zóbel en 1925.

## Biografía
Enrique Laygo nació el 16 de junio de 1897 en Lipá, Batangas y estudió en el Colegio de San Javier y luego en el Ateneo de Manila, donde se graduó como bachiller en artes en 1916. Estudió leyes pero nunca ejerció la carrera, dedicándose en su lugar al periodismo, inicialmente en el diario «El filipino» y luego en el periódico «La Vanguardia». Al dejar este último pasó a trabajar como jefe de publicaciones en la Biblioteca Nacional y al mismo tiempo colaboraba en el diario matutino «El debate». En 1924 contrajo matrimonio con Florencia Katigbak en Baguio, Benguet con quien tuvo 5 hijos. Falleció el 28 de junio de 1932 a manos de Juan Dimayuga, hermano de un congresista con el que Laygo pensaba disputar la representación de la provincia de Batangas. El asesino fue inicialmente condenado a catorce años, ocho meses y un día de reclusión por el crimen.

## Obras
Caretas (Cuentos filipinos) fue el único trabajo literario publicado por Enrique Laygo. La primera edición de la obra fue publicada en 1931 por «Manila, General Print Press» con prólogo de Rafael Palma y contiene 20 historias cortas en 187 páginas. El resto de su producción consistió en cuentos, poemas y ensayos que se publicaron en periódicos, principalmente en La vanguardia, El debate, El ciudadano, La defensa o el semanario Excelsior.
Sus cuentos son reconocidos por la profundidad de su análisis psicológico y por tener un estilo sobrio y brillante. Su estilo general se asocia con el expresionismo tremendista o tremendismo que posteriormente se desarrollaría en España. Entre las historias más conocidas se encuentran «Caretas», «Ídolo con pies de barro» y «La Risa».

## Premios
Enrique Laygo ganó el Premio Zóbel en 1925 por una colección de historias cortas, que había publicado principalmente en los periódicos La Vanguardia, El Debate, El Ciudadano, Excelsior, La Defensa y Philippines Free Press y que llamó «Caretas», el mismo nombre que usaría posteriormente como título de su libro.